# Магнолија (Њу Џерзи)
Магнолија (енгл. Magnolia) град је у америчкој савезној држави Њу Џерзи.

## Демографија
По попису из 2010. године број становника је 4.341, што је 68 (-1,5%) становника мање него 2000. године.
| Група             | 2000.         | 2010.         |
| Белци             | 3.340 (75,8%) | 3.076 (70,9%) |
| Афроамериканци    | 785 (17,8%)   | 793 (18,3%)   |
| Азијати           | 41 (0,9%)     | 82 (1,9%)     |
| Хиспаноамериканци | 179 (4,1%)    | 340 (7,8%)    |
| Укупно            | 4.409         | 4.341         |